# Cadre-47/2-Europameisterschaft 2000

Logo CEB (ausrichtender Verband)

Die Cadre-47/2-Europameisterschaft 2000 war das 54. Turnier in dieser Disziplin des Karambolagebillards und fand vom 19. bis zum 23. April 2000 in Beauvais, in der französischen Region Hauts-de-France statt. Es war die 15. Cadre-47/2-Europameisterschaft in Frankreich.

## Geschichte
Nach sehr guten Leistungen in den vorangegangenen Meisterschaften gewann Louis Edelin endlich den ersehnten Titel. Unangefochten siegte er vor Patrick Niessen aus Belgien. Gemeinsam Dritte wurden wieder ein Franzose und ein Belgier mit Brahim Djoubri und Philippe Deraes. Die beiden einzigen Deutschen, die sich von fünf angetretenen Akteuren für das Finalturnier qualifiziert hatten, wurden leider nur Siebter und Achter.

## Modus
Gespielt wurden drei Vorqualifikationen bis 200 Punkte. Die Hauptqualifikation wurde bis 250 Punkte gespielt. In der qualifizierten sich die sieben Gruppensieger für das Hauptturnier. Es wurde zwei Gruppen à vier Spieler gebildet. Die beiden Gruppenbesten qualifizierten sich für die KO-Runde. Hier wurde bis 300 Punkte gespielt. Platz drei wurde nicht ausgespielt.
Die Qualifikationsgruppen wurden nach Rangliste gesetzt. Es gab außer dem Titelverteidiger keine gesetzten Spieler mehr für das Hauptturnier.
1. MP = Matchpunkte
2. GD = Generaldurchschnitt
3. HS = Höchstserie

## Qualifikation
| MP    | Match Points (Sieger = 2; Unentschieden = 1; Verlierer = 0) |
| Pkte. | Erzielte Karambolagen                                       |
| Aufn. | Benötigte Versuche                                          |
| GD    | Generaldurchschnitt                                         |
| BED   | Bester Einzeldurchschnitt eines Spielers                    |
| HS    | Höchstserie                                                 |
|       | Bester GD des Turniers                                      |
|       | Bester ED des Turniers                                      |
|       | Beste HS des Turniers                                       |
|       | 1. Platz (Gold)                                             |
|       | 2. Platz (Silber)                                           |
|       | 3. Platz (Bronze)                                           |

### Vor-Vor-Vor-Qualifikation
| Abschlusstabelle Gruppe A | Abschlusstabelle Gruppe A | Abschlusstabelle Gruppe A | Abschlusstabelle Gruppe A | Abschlusstabelle Gruppe A | Abschlusstabelle Gruppe A | Abschlusstabelle Gruppe A | Abschlusstabelle Gruppe A | Abschlusstabelle Gruppe A |
| Platz                     | Name                      | MP                        | Pkte                      | Aufn.                     | GD                        | BED                       | HS                        |                           |
| ------------------------- | ------------------------- | ------------------------- | ------------------------- | ------------------------- | ------------------------- | ------------------------- | ------------------------- | ------------------------- |
| 1                         | Rudy Henry                | 2:2                       | 388                       | 32                        | 12,12                     | 11,76                     | 79                        |                           |
| 2                         | Vladislav Tauterman       | 2:2                       | 314                       | 30                        | 10,46                     | 13,33                     | 47                        |                           |
| 3                         | Fabien Canonne            | 2:2                       | 295                       | 32                        | 9,21                      | 13,33                     | 138                       |                           |

| Abschlusstabelle Gruppe B | Abschlusstabelle Gruppe B | Abschlusstabelle Gruppe B | Abschlusstabelle Gruppe B | Abschlusstabelle Gruppe B | Abschlusstabelle Gruppe B | Abschlusstabelle Gruppe B | Abschlusstabelle Gruppe B | Abschlusstabelle Gruppe B |
| Platz                     | Name                      | MP                        | Pkte                      | Aufn.                     | GD                        | BED                       | HS                        |                           |
| ------------------------- | ------------------------- | ------------------------- | ------------------------- | ------------------------- | ------------------------- | ------------------------- | ------------------------- | ------------------------- |
| 1                         | Mikael Devogelaere        | 4:0                       | 400                       | 23                        | 17,39                     | 18,18                     | 58                        |                           |
| 2                         | Laurent Guénet            | 2:2                       | 340                       | 13                        | 26,15                     | 100,00                    | 185                       |                           |
| 3                         | Robby Sonck               | 0:4                       | 167                       | 14                        | 11,92                     | –                         | 73                        |                           |

| Abschlusstabelle Gruppe C | Abschlusstabelle Gruppe C | Abschlusstabelle Gruppe C | Abschlusstabelle Gruppe C | Abschlusstabelle Gruppe C | Abschlusstabelle Gruppe C | Abschlusstabelle Gruppe C | Abschlusstabelle Gruppe C | Abschlusstabelle Gruppe C |
| Platz                     | Name                      | MP                        | Pkte                      | Aufn.                     | GD                        | BED                       | HS                        |                           |
| ------------------------- | ------------------------- | ------------------------- | ------------------------- | ------------------------- | ------------------------- | ------------------------- | ------------------------- | ------------------------- |
| 1                         | Fabian Blondeel           | 4:0                       | 400                       | 6                         | 66,66                     | 100,00                    | 128                       |                           |
| 2                         | Jérémie Picart            | 2:2                       | 233                       | 13                        | 17,92                     | 22,22                     | 76                        |                           |
| 3                         | Benoit Legros             | 0:4                       | 100                       | 11                        | 9,09                      | –                         | 38                        |                           |

| Abschlusstabelle Gruppe D | Abschlusstabelle Gruppe D | Abschlusstabelle Gruppe D | Abschlusstabelle Gruppe D | Abschlusstabelle Gruppe D | Abschlusstabelle Gruppe D | Abschlusstabelle Gruppe D | Abschlusstabelle Gruppe D | Abschlusstabelle Gruppe D |
| Platz                     | Name                      | MP                        | Pkte                      | Aufn.                     | GD                        | BED                       | HS                        |                           |
| ------------------------- | ------------------------- | ------------------------- | ------------------------- | ------------------------- | ------------------------- | ------------------------- | ------------------------- | ------------------------- |
| 1                         | Michael Mikkelsen         | 4:0                       | 400                       | 15                        | 26,66                     | 50,00                     | 102                       |                           |
| 2                         | Benjamin Ikkache          | 2:2                       | 277                       | 24                        | 11,54                     | 10,00                     | 60                        |                           |
| 3                         | Jean-Michel Thierry       | 0:4                       | 132                       | 31                        | 4,25                      | –                         | 29                        |                           |

| Abschlusstabelle Gruppe E | Abschlusstabelle Gruppe E | Abschlusstabelle Gruppe E | Abschlusstabelle Gruppe E | Abschlusstabelle Gruppe E | Abschlusstabelle Gruppe E | Abschlusstabelle Gruppe E | Abschlusstabelle Gruppe E | Abschlusstabelle Gruppe E |
| Platz                     | Name                      | MP                        | Pkte                      | Aufn.                     | GD                        | BED                       | HS                        |                           |
| ------------------------- | ------------------------- | ------------------------- | ------------------------- | ------------------------- | ------------------------- | ------------------------- | ------------------------- | ------------------------- |
| 1                         | Patrick Leroy             | 4:0                       | 400                       | 25                        | 16,00                     | 28,57                     | 64                        |                           |
| 2                         | Martien van der Spoel     | 2:2                       | 350                       | 14                        | 25,00                     | 28,57                     | 100                       |                           |
| 3                         | Fabrice Fougerose         | 0:4                       | 176                       | 25                        | 7,04                      | –                         | 35                        |                           |

| Abschlusstabelle Gruppe F | Abschlusstabelle Gruppe F | Abschlusstabelle Gruppe F | Abschlusstabelle Gruppe F | Abschlusstabelle Gruppe F | Abschlusstabelle Gruppe F | Abschlusstabelle Gruppe F | Abschlusstabelle Gruppe F | Abschlusstabelle Gruppe F |
| Platz                     | Name                      | MP                        | Pkte                      | Aufn.                     | GD                        | BED                       | HS                        |                           |
| ------------------------- | ------------------------- | ------------------------- | ------------------------- | ------------------------- | ------------------------- | ------------------------- | ------------------------- | ------------------------- |
| 1                         | Sebastian Opsomer         | 4:0                       | 400                       | 20                        | 20,00                     | 28,57                     | 80                        |                           |
| 2                         | Edgar Meerwijk            | 2:2                       | 351                       | 10                        | 35,10                     | 66,66                     | 95                        |                           |
| 3                         | Reynald Soyez             | 0:4                       | 125                       | 16                        | 7,81                      | –                         | 44                        |                           |

| Abschlusstabelle Gruppe G | Abschlusstabelle Gruppe G | Abschlusstabelle Gruppe G | Abschlusstabelle Gruppe G | Abschlusstabelle Gruppe G | Abschlusstabelle Gruppe G | Abschlusstabelle Gruppe G | Abschlusstabelle Gruppe G | Abschlusstabelle Gruppe G |
| Platz                     | Name                      | MP                        | Pkte                      | Aufn.                     | GD                        | BED                       | HS                        |                           |
| ------------------------- | ------------------------- | ------------------------- | ------------------------- | ------------------------- | ------------------------- | ------------------------- | ------------------------- | ------------------------- |
| 1                         | José Albert               | 4:0                       | 400                       | 13                        | 30,76                     | 33,33                     | 73                        |                           |
| 2                         | Bernard Villiers          | 2:2                       | 317                       | 23                        | 13,78                     | 12,50                     | 75                        |                           |
| 3                         | Dave Krijnen              | 0:4                       | 320                       | 22                        | 14,54                     | –                         | 92                        |                           |

| Abschlusstabelle Gruppe H | Abschlusstabelle Gruppe H | Abschlusstabelle Gruppe H | Abschlusstabelle Gruppe H | Abschlusstabelle Gruppe H | Abschlusstabelle Gruppe H | Abschlusstabelle Gruppe H | Abschlusstabelle Gruppe H | Abschlusstabelle Gruppe H |
| Platz                     | Name                      | MP                        | Pkte                      | Aufn.                     | GD                        | BED                       | HS                        |                           |
| ------------------------- | ------------------------- | ------------------------- | ------------------------- | ------------------------- | ------------------------- | ------------------------- | ------------------------- | ------------------------- |
| 1                         | Eric Castaner             | 4:0                       | 400                       | 18                        | 22,22                     | 33,33                     | 100                       |                           |
| 2                         | Jan van Krimpen           | 2:2                       | 263                       | 33                        | 7,96                      | 8,00                      | 31                        |                           |
| 3                         | Luis Tarazona             | 0:4                       | 208                       | 35                        | 5,94                      | –                         | 41                        |                           |

| Abschlusstabelle Gruppe I | Abschlusstabelle Gruppe I | Abschlusstabelle Gruppe I | Abschlusstabelle Gruppe I | Abschlusstabelle Gruppe I | Abschlusstabelle Gruppe I | Abschlusstabelle Gruppe I | Abschlusstabelle Gruppe I | Abschlusstabelle Gruppe I |
| Platz                     | Name                      | MP                        | Pkte                      | Aufn.                     | GD                        | BED                       | HS                        |                           |
| ------------------------- | ------------------------- | ------------------------- | ------------------------- | ------------------------- | ------------------------- | ------------------------- | ------------------------- | ------------------------- |
| 1                         | Hervé Famchon             | 4:0                       | 400                       | 20                        | 20,00                     | 22,22                     | 125                       |                           |
| 2                         | Olivier Careaux           | 2:2                       | 372                       | 25                        | 14,88                     | 14,28                     | 76                        |                           |
| 3                         | Abdel Hamid Halawa        | 0:4                       | 151                       | 23                        | 6,56                      | –                         | 40                        |                           |

### Vor-Vor-Qualifikation
| Abschlusstabelle Gruppe A | Abschlusstabelle Gruppe A | Abschlusstabelle Gruppe A | Abschlusstabelle Gruppe A | Abschlusstabelle Gruppe A | Abschlusstabelle Gruppe A | Abschlusstabelle Gruppe A | Abschlusstabelle Gruppe A | Abschlusstabelle Gruppe A |
| Platz                     | Name                      | MP                        | Pkte                      | Aufn.                     | GD                        | BED                       | HS                        |                           |
| ------------------------- | ------------------------- | ------------------------- | ------------------------- | ------------------------- | ------------------------- | ------------------------- | ------------------------- | ------------------------- |
| 1                         | Michael Mikkelsen         | 4:0                       | 400                       | 13                        | 30,76                     | 40,00                     | 147                       |                           |
| 2                         | José Albert               | 2:2                       | 223                       | 8                         | 27,87                     | 66,66                     | 79                        |                           |
| 3                         | Esteve Mata               | 0:4                       | 167                       | 11                        | 15,18                     | –                         | 64                        |                           |

| Abschlusstabelle Gruppe B | Abschlusstabelle Gruppe B | Abschlusstabelle Gruppe B | Abschlusstabelle Gruppe B | Abschlusstabelle Gruppe B | Abschlusstabelle Gruppe B | Abschlusstabelle Gruppe B | Abschlusstabelle Gruppe B | Abschlusstabelle Gruppe B |
| Platz                     | Name                      | MP                        | Pkte                      | Aufn.                     | GD                        | BED                       | HS                        |                           |
| ------------------------- | ------------------------- | ------------------------- | ------------------------- | ------------------------- | ------------------------- | ------------------------- | ------------------------- | ------------------------- |
| 1                         | Fabian Blondeel           | 4:0                       | 400                       | 9                         | 44,44                     | 66,66                     | 115                       |                           |
| 2                         | Eric Castaner             | 2:2                       | 367                       | 9                         | 40,77                     | 33,33                     | 123                       |                           |
| 3                         | Jordi Amell               | 0:4                       | 179                       | 12                        | 14,91                     | –                         | 83                        |                           |

| Abschlusstabelle Gruppe C | Abschlusstabelle Gruppe C | Abschlusstabelle Gruppe C | Abschlusstabelle Gruppe C | Abschlusstabelle Gruppe C | Abschlusstabelle Gruppe C | Abschlusstabelle Gruppe C | Abschlusstabelle Gruppe C | Abschlusstabelle Gruppe C |
| Platz                     | Name                      | MP                        | Pkte                      | Aufn.                     | GD                        | BED                       | HS                        |                           |
| ------------------------- | ------------------------- | ------------------------- | ------------------------- | ------------------------- | ------------------------- | ------------------------- | ------------------------- | ------------------------- |
| 1                         | Sjors van Ginneken        | 4:0                       | 400                       | 15                        | 26,66                     | 100,00                    | 127                       |                           |
| 2                         | Hervé Famchon             | 2:2                       | 305                       | 19                        | 16,05                     | 11,76                     | 105                       |                           |
| 3                         | Markus Melerski           | 0:4                       | 312                       | 30                        | 10,40                     | –                         | 57                        |                           |

| Abschlusstabelle Gruppe D | Abschlusstabelle Gruppe D | Abschlusstabelle Gruppe D | Abschlusstabelle Gruppe D | Abschlusstabelle Gruppe D | Abschlusstabelle Gruppe D | Abschlusstabelle Gruppe D | Abschlusstabelle Gruppe D | Abschlusstabelle Gruppe D |
| Platz                     | Name                      | MP                        | Pkte                      | Aufn.                     | GD                        | BED                       | HS                        |                           |
| ------------------------- | ------------------------- | ------------------------- | ------------------------- | ------------------------- | ------------------------- | ------------------------- | ------------------------- | ------------------------- |
| 1                         | Jean Francois Florent     | 4:0                       | 400                       | 17                        | 23,52                     | 25,00                     | 96                        |                           |
| 2                         | Hans Klok                 | 2:2                       | 250                       | 14                        | 17,85                     | 40,00                     | 139                       |                           |
| 3                         | Sebastian Opsomer         | 0:4                       | 272                       | 13                        | 20,92                     | –                         | 81                        |                           |

| Abschlusstabelle Gruppe E | Abschlusstabelle Gruppe E | Abschlusstabelle Gruppe E | Abschlusstabelle Gruppe E | Abschlusstabelle Gruppe E | Abschlusstabelle Gruppe E | Abschlusstabelle Gruppe E | Abschlusstabelle Gruppe E | Abschlusstabelle Gruppe E |
| Platz                     | Name                      | MP                        | Pkte                      | Aufn.                     | GD                        | BED                       | HS                        |                           |
| ------------------------- | ------------------------- | ------------------------- | ------------------------- | ------------------------- | ------------------------- | ------------------------- | ------------------------- | ------------------------- |
| 1                         | Jean-Jacques Pernel       | 4:0                       | 400                       | 47                        | 8,51                      | 10,00                     | 48                        |                           |
| 2                         | Mikael Devogelaere        | 2:2                       | 399                       | 38                        | 10,50                     | 11,11                     | 58                        |                           |
| 3                         | Frans van Hoey            | 0:4                       | 303                       | 45                        | 6,73                      | –                         | 67                        |                           |

| Abschlusstabelle Gruppe F | Abschlusstabelle Gruppe F | Abschlusstabelle Gruppe F | Abschlusstabelle Gruppe F | Abschlusstabelle Gruppe F | Abschlusstabelle Gruppe F | Abschlusstabelle Gruppe F | Abschlusstabelle Gruppe F | Abschlusstabelle Gruppe F |
| Platz                     | Name                      | MP                        | Pkte                      | Aufn.                     | GD                        | BED                       | HS                        |                           |
| ------------------------- | ------------------------- | ------------------------- | ------------------------- | ------------------------- | ------------------------- | ------------------------- | ------------------------- | ------------------------- |
| 1                         | Fabio Venditelli          | 3:1                       | 400                       | 21                        | 19,04                     | 20,00                     | 82                        |                           |
| 2                         | Wim Maarsman              | 2:2                       | 381                       | 18                        | 21,16                     | 25,00                     | 99                        |                           |
| 3                         | Patrick Leroy             | 1:3                       | 230                       | 19                        | 12,10                     | 18,18                     | 69                        |                           |

| Abschlusstabelle Gruppe G | Abschlusstabelle Gruppe G | Abschlusstabelle Gruppe G | Abschlusstabelle Gruppe G | Abschlusstabelle Gruppe G | Abschlusstabelle Gruppe G | Abschlusstabelle Gruppe G | Abschlusstabelle Gruppe G | Abschlusstabelle Gruppe G |
| Platz                     | Name                      | MP                        | Pkte                      | Aufn.                     | GD                        | BED                       | HS                        |                           |
| ------------------------- | ------------------------- | ------------------------- | ------------------------- | ------------------------- | ------------------------- | ------------------------- | ------------------------- | ------------------------- |
| 1                         | Ad Klijn                  | 4:0                       | 400                       | 15                        | 26,66                     | 40,00                     | 174                       |                           |
| 2                         | Daniel Abouaf             | 2:2                       | 275                       | 25                        | 11,00                     | 13,33                     | 46                        |                           |
| 3                         | Jacky Lasvaux             | 0:4                       | 145                       | 20                        | 7,25                      | –                         | 20                        |                           |

| Abschlusstabelle Gruppe H | Abschlusstabelle Gruppe H | Abschlusstabelle Gruppe H | Abschlusstabelle Gruppe H | Abschlusstabelle Gruppe H | Abschlusstabelle Gruppe H | Abschlusstabelle Gruppe H | Abschlusstabelle Gruppe H | Abschlusstabelle Gruppe H |
| Platz                     | Name                      | MP                        | Pkte                      | Aufn.                     | GD                        | BED                       | HS                        |                           |
| ------------------------- | ------------------------- | ------------------------- | ------------------------- | ------------------------- | ------------------------- | ------------------------- | ------------------------- | ------------------------- |
| 1                         | Wim van Deventer          | 4:0                       | 400                       | 41                        | 9,75                      | 10,00                     | 83                        |                           |
| 2                         | Rudy Henry                | 2:2                       | 362                       | 37                        | 9,78                      | 12,50                     | 46                        |                           |
| 3                         | Marc Daudignac            | 0:4                       | 141                       | 36                        | 3,91                      | –                         | 22                        |                           |

### Vor-Qualifikation
| Abschlusstabelle Gruppe A | Abschlusstabelle Gruppe A | Abschlusstabelle Gruppe A | Abschlusstabelle Gruppe A | Abschlusstabelle Gruppe A | Abschlusstabelle Gruppe A | Abschlusstabelle Gruppe A | Abschlusstabelle Gruppe A | Abschlusstabelle Gruppe A |
| Platz                     | Name                      | MP                        | Pkte                      | Aufn.                     | GD                        | BED                       | HS                        |                           |
| ------------------------- | ------------------------- | ------------------------- | ------------------------- | ------------------------- | ------------------------- | ------------------------- | ------------------------- | ------------------------- |
| 1                         | Ad Klijn                  | 3:1                       | 400                       | 10                        | 40,00                     | 200,00                    | 200                       |                           |
| 2                         | Fabian Blondeel           | 3:1                       | 400                       | 12                        | 33,33                     | 66,66                     | 132                       |                           |
| 3                         | Michael Mikkelsen         | 0:4                       | 176                       | 4                         | 44,00                     | –                         | 125                       |                           |

| Abschlusstabelle Gruppe B | Abschlusstabelle Gruppe B | Abschlusstabelle Gruppe B | Abschlusstabelle Gruppe B | Abschlusstabelle Gruppe B | Abschlusstabelle Gruppe B | Abschlusstabelle Gruppe B | Abschlusstabelle Gruppe B | Abschlusstabelle Gruppe B |
| Platz                     | Name                      | MP                        | Pkte                      | Aufn.                     | GD                        | BED                       | HS                        |                           |
| ------------------------- | ------------------------- | ------------------------- | ------------------------- | ------------------------- | ------------------------- | ------------------------- | ------------------------- | ------------------------- |
| 1                         | Freek Ottenhof            | 2:2                       | 340                       | 14                        | 24,28                     | 33,33                     | 77                        |                           |
| 2                         | David Jacquet             | 2:2                       | 360                       | 17                        | 21,17                     | 18,18                     | 90                        |                           |
| 3                         | Sjors van Ginneken        | 2:2                       | 335                       | 19                        | 17,63                     | 25,00                     | 79                        |                           |

| Abschlusstabelle Gruppe C | Abschlusstabelle Gruppe C | Abschlusstabelle Gruppe C | Abschlusstabelle Gruppe C | Abschlusstabelle Gruppe C | Abschlusstabelle Gruppe C | Abschlusstabelle Gruppe C | Abschlusstabelle Gruppe C | Abschlusstabelle Gruppe C |
| Platz                     | Name                      | MP                        | Pkte                      | Aufn.                     | GD                        | BED                       | HS                        |                           |
| ------------------------- | ------------------------- | ------------------------- | ------------------------- | ------------------------- | ------------------------- | ------------------------- | ------------------------- | ------------------------- |
| 1                         | Jean Francois Florent     | 2:2                       | 307                       | 8                         | 38,77                     | 40,00                     | 85                        |                           |
| 2                         | René Luysterburg          | 2:2                       | 316                       | 10                        | 31,60                     | 40,00                     | 130                       |                           |
| 3                         | Davy van Geel             | 2:2                       | 237                       | 8                         | 29,62                     | 66,66                     | 105                       |                           |

| Abschlusstabelle Gruppe D | Abschlusstabelle Gruppe D | Abschlusstabelle Gruppe D | Abschlusstabelle Gruppe D | Abschlusstabelle Gruppe D | Abschlusstabelle Gruppe D | Abschlusstabelle Gruppe D | Abschlusstabelle Gruppe D | Abschlusstabelle Gruppe D |
| Platz                     | Name                      | MP                        | Pkte                      | Aufn.                     | GD                        | BED                       | HS                        |                           |
| ------------------------- | ------------------------- | ------------------------- | ------------------------- | ------------------------- | ------------------------- | ------------------------- | ------------------------- | ------------------------- |
| 1                         | Wim van Deventer          | 4:0                       | 400                       | 14                        | 28,57                     | 50,00                     | 107                       |                           |
| 2                         | Xavier Carrer             | 2:2                       | 231                       | 11                        | 21,00                     | 28,57                     | 80                        |                           |
| 3                         | Brice Briére              | 0:4                       | 133                       | 17                        | 7,82                      | –                         | 20                        |                           |

| Abschlusstabelle Gruppe E | Abschlusstabelle Gruppe E | Abschlusstabelle Gruppe E | Abschlusstabelle Gruppe E | Abschlusstabelle Gruppe E | Abschlusstabelle Gruppe E | Abschlusstabelle Gruppe E | Abschlusstabelle Gruppe E | Abschlusstabelle Gruppe E |
| Platz                     | Name                      | MP                        | Pkte                      | Aufn.                     | GD                        | BED                       | HS                        |                           |
| ------------------------- | ------------------------- | ------------------------- | ------------------------- | ------------------------- | ------------------------- | ------------------------- | ------------------------- | ------------------------- |
| 1                         | Rafael Garcia             | 4:0                       | 400                       | 12                        | 33,33                     | 33,33                     | 135                       |                           |
| 2                         | Olivier Jonard            | 2:2                       | 373                       | 23                        | 16,21                     | 11,76                     | 83                        |                           |
| 3                         | Jean-Jacques Pernel       | 0:4                       | 161                       | 23                        | 7,00                      | –                         | 30                        |                           |

| Abschlusstabelle Gruppe F | Abschlusstabelle Gruppe F | Abschlusstabelle Gruppe F | Abschlusstabelle Gruppe F | Abschlusstabelle Gruppe F | Abschlusstabelle Gruppe F | Abschlusstabelle Gruppe F | Abschlusstabelle Gruppe F | Abschlusstabelle Gruppe F |
| Platz                     | Name                      | MP                        | Pkte                      | Aufn.                     | GD                        | BED                       | HS                        |                           |
| ------------------------- | ------------------------- | ------------------------- | ------------------------- | ------------------------- | ------------------------- | ------------------------- | ------------------------- | ------------------------- |
| 1                         | Arnd Riedel               | 4:0                       | 400                       | 23                        | 17,39                     | 22,22                     | 96                        |                           |
| 2                         | Peter Volleberg           | 2:2                       | 300                       | 18                        | 16,66                     | 22,22                     | 75                        |                           |
| 3                         | Fabio Venditelli          | 0:4                       | 205                       | 23                        | 8,91                      | –                         | 57                        |                           |

| Abschlusstabelle Gruppe G | Abschlusstabelle Gruppe G | Abschlusstabelle Gruppe G | Abschlusstabelle Gruppe G | Abschlusstabelle Gruppe G | Abschlusstabelle Gruppe G | Abschlusstabelle Gruppe G | Abschlusstabelle Gruppe G | Abschlusstabelle Gruppe G |
| Platz                     | Name                      | MP                        | Pkte                      | Aufn.                     | GD                        | BED                       | HS                        |                           |
| ------------------------- | ------------------------- | ------------------------- | ------------------------- | ------------------------- | ------------------------- | ------------------------- | ------------------------- | ------------------------- |
| 1                         | Michel van Silfhout       | 4:0                       | 400                       | 12                        | 33,33                     | 66,66                     | 118                       |                           |
| 2                         | Udo Mielke                | 2:2                       | 334                       | 15                        | 22,26                     | 33,33                     | 119                       |                           |
| 3                         | Eric Castaner             | 0:4                       | 85                        | 9                         | 9,44                      | –                         | 52                        |                           |

### Haupt-Qualifikation
| 1 | Rafael Garcia    | 4:0 | 500 | 10 | 50,00 |       | 227 |
| 2 | Patrick Dupont   | 2:2 | 445 | 13 | 34,23 | 50,00 | 100 |
| 3 | Ferdinand Polman | 0:4 | 278 | 7  | 39,71 | –     | 149 |

| 1 | Louis Edelin        | 4:0 | 500 | 3 | 166,66 |       | 250 |
| 2 | Michel van Silfhout | 2:2 | 270 | 5 | 054,00 | 62,50 | 200 |
| 3 | Thomas Schioler     | 0:4 | 123 | 6 | 020,50 | –     | 60  |

| 1 | Thomas Nockemann | 4:0 | 500 | 16 | 31,25 |       | 143 |
| 2 | Wim van Deventer | 2:2 | 431 | 30 | 14,36 | 12,50 | 86  |
| 3 | Carlos Marques   | 0:4 | 192 | 26 | 7,38  | –     | 33  |

| 1 | Carsten Lässig  | 4:0 | 500 | 14 | 035,71 |        | 99  |
| 2 | Dave Christiani | 2:2 | 304 | 5  | 060,80 | 250,00 | 250 |
| 3 | Arnd Riedel     | 0:4 | 165 | 11 | 015,00 | –      | 45  |

| 1 | Philippe Deraes | 3:1 | 500 | 16 | 31,25 |       | 97  |
| 2 | Ad Klijn        | 2:2 | 486 | 12 | 40,50 | 41,66 | 118 |
| 3 | Arnim Kahofer   | 1:3 | 454 | 16 | 28,37 | 25,00 | 192 |

| 1 | Patrick Niessen       | 4:0 | 500 | 6  | 083,33 |       | 250 |
| 2 | Jean Francois Florent | 2:2 | 404 | 12 | 033,66 | 35,71 | 110 |
| 3 | Henri Tilleman        | 0:4 | 184 | 8  | 023,00 | –     | 72  |

| 1 | Freek Ottenhof | 4:0 | 500 | 17 | 29,41 |       | 130 |
| 2 | Jérôme Galerne | 2:2 | 337 | 18 | 18,72 | 27,77 | 80  |
| 3 | Marek Faus     | 0:4 | 344 | 17 | 20,23 | –     | 111 |

## Hauptturnier

### Gruppenphase
| Abschlusstabelle Gruppe A | Abschlusstabelle Gruppe A | Abschlusstabelle Gruppe A | Abschlusstabelle Gruppe A | Abschlusstabelle Gruppe A | Abschlusstabelle Gruppe A | Abschlusstabelle Gruppe A | Abschlusstabelle Gruppe A |
| Platz                     | Name                      | MP                        | Pkt.                      | Aufn.                     | GD                        | BED                       | HS                        |
| ------------------------- | ------------------------- | ------------------------- | ------------------------- | ------------------------- | ------------------------- | ------------------------- | ------------------------- |
| 1                         | Philippe Deraes           | 4:2                       | 612                       | 8                         | 76,50                     | 300,00                    | 300                       |
| 2                         | Brahim Djoubri            | 4:2                       | 875                       | 14                        | 62,50                     | 100,00                    | 247                       |
| 3                         | Rafael Garcia             | 4:2                       | 600                       | 10                        | 60,00                     | 75,00                     | 144                       |
| 4                         | Carsten Lässig            | 0:6                       | 226                       | 14                        | 16,14                     | –                         | 108                       |

| Abschlusstabelle Gruppe B | Abschlusstabelle Gruppe B | Abschlusstabelle Gruppe B | Abschlusstabelle Gruppe B | Abschlusstabelle Gruppe B | Abschlusstabelle Gruppe B | Abschlusstabelle Gruppe B | Abschlusstabelle Gruppe B |
| Platz                     | Name                      | MP                        | Pkt.                      | Aufn.                     | GD                        | BED                       | HS                        |
| ------------------------- | ------------------------- | ------------------------- | ------------------------- | ------------------------- | ------------------------- | ------------------------- | ------------------------- |
| 1                         | Louis Edelin              | 4:2                       | 665                       | 10                        | 66,50                     | 100,00                    | 241                       |
| 2                         | Patrick Niessen           | 4:2                       | 612                       | 14                        | 43,71                     | 75,00                     | 233                       |
| 3                         | Freek Ottenhof            | 2:4                       | 612                       | 12                        | 51,00                     | 100,00                    | 242                       |
| 4                         | Thomas Nockemann          | 2:4                       | 486                       | 10                        | 48,60                     | 100,00                    | 261                       |

### KO-Phase
|  | Halbfinale      | Halbfinale | Halbfinale | Halbfinale | Halbfinale | Halbfinale |                 |              | Finale | Finale | Finale | Finale | Finale | Finale |
|  |                 |            |            |            |            |            |                 |              |        |        |        |        |        |        |
|  |                 | MP         | Pkte.      | Aufn.      | ED         | HS         |                 |              |        |        |        |        |        |        |
|  |                 | MP         | Pkte.      | Aufn.      | ED         | HS         |                 |              |        |        |        |        |        |        |
|  | Philippe Deraes | 0          | 122        | 4          | 30,50      | 89         |                 |              |        |        |        |        |        |        |
|  | Philippe Deraes | 0          | 122        | 4          | 30,50      | 89         |                 | MP           | Pkte.  | Aufn.  | ED     | HS     |        |        |
|  | Patrick Niessen | 2          | 300        | 4          | 75,00      | 197        |                 | MP           | Pkte.  | Aufn.  | ED     | HS     |        |        |
|  | Patrick Niessen | 2          | 300        | 4          | 75,00      | 197        | Patrick Niessen | 0            | 56     | 4      | 14,00  | 55     |        |        |
|  |                 | MP         | Pkte.      | Aufn.      | ED         | HS         | Patrick Niessen | 0            | 56     | 4      | 14,00  | 55     |        |        |
|  |                 | MP         | Pkte.      | Aufn.      | ED         | HS         |                 | Louis Edelin | 2      | 300    | 4      | 75,00  | 200    |        |
|  | Louis Edelin    | 2          | 300        | 3          | 100,00     | 218        |                 | Louis Edelin | 2      | 300    | 4      | 75,00  | 200    |        |
|  | Louis Edelin    | 2          | 300        | 3          | 100,00     | 218        |                 |              |        |        |        |        |        |        |
|  | Brahim Djoubri  | 0          | 255        | 3          | 85,00      | 222        |                 |              |        |        |        |        |        |        |
|  | Brahim Djoubri  | 0          | 255        | 3          | 85,00      | 222        |                 |              |        |        |        |        |        |        |

## Abschlusstabelle
| MP    | Match Points (Sieger = 2; Unentschieden = 1; Verlierer = 0) |
| Pkte. | Erzielte Karambolagen                                       |
| Aufn. | Benötigte Versuche                                          |
| GD    | Generaldurchschnitt                                         |
| BED   | Bester Einzeldurchschnitt eines Spielers                    |
| HS    | Höchstserie                                                 |
|       | Bester GD des Turniers                                      |
|       | Bester ED des Turniers                                      |
|       | Beste HS des Turniers                                       |
|       | 1. Platz (Gold)                                             |
|       | 2. Platz (Silber)                                           |
|       | 3. Platz (Bronze)                                           |

| Phase                                | Platz | Name             | MP  | Pkt. | Aufn. | GD    | BED    | HS  |
| ------------------------------------ | ----- | ---------------- | --- | ---- | ----- | ----- | ------ | --- |
| Finale                               | 1     | Louis Edelin     | 8:2 | 1265 | 17    | 74,41 | 100,00 | 241 |
| Finale                               | 2     | Patrick Niessen  | 6:4 | 968  | 22    | 44,00 | 75,00  | 233 |
| Halb- finale                         | 3     | Brahim Djoubri   | 4:4 | 1130 | 17    | 66,47 | 100,00 | 247 |
| Halb- finale                         | 3     | Philippe Deraes  | 4:4 | 734  | 12    | 61,16 | 300,00 | 300 |
| Gruppen- phase                       | 5     | Rafael Garcia    | 4:2 | 600  | 10    | 60,00 | 75,00  | 144 |
| Gruppen- phase                       | 6     | Freek Ottenhof   | 2:4 | 612  | 12    | 51,00 | 100,00 | 242 |
| Gruppen- phase                       | 7     | Thomas Nockemann | 2:4 | 486  | 10    | 48,60 | 100,00 | 261 |
| Gruppen- phase                       | 8     | Carsten Lässig   | 0:6 | 226  | 14    | 16,14 | –      | 108 |
| Turnierdurchschnitt: Endrunde: 52,81 |       |                  |     |      |       |       |        |     |